# NGC 1829
NGC 1829 ist die Bezeichnung eines Emissionsnebels mit einem eingebetteten offenen Sternhaufen im Sternbild Dorado. Das Objekt wurde am 13. Dezember 1835 von John Herschel entdeckt.